# Andrej Kasjetsjkin
Andrej Grigorjevitsj Kasjetsjkin (Kazachs: Андрей Григорьевич Кашечкин) (Kzyl-Ordinskaja, 21 maart 1980) is een Kazachs voormalig wielrenner.

## Carrière
Kasjetsjkin (de Engelse transliteratie Kashechkin wordt ook gebruikt) werd door Patrick Lefevere ontdekt, die hem in augustus 2001 een contract bij diens Domo - Farm Frites ploeg aanbood. Kasjetsjkin gold als een groot talent, dat echter langzaam gebracht werd en daarom in zijn eerste jaren als prof weinig opvallende resultaten behaalde. Een vijfde plaats in de Ronde van Lazio van 2003 is waarschijnlijk zijn meest aansprekende prestatie. Kasjetsjkin was toen Lefèvere naar Quick·Step gevolgd maar verruilde tot diens spijt die ploeg een jaar later voor het Franse Crédit Agricole. Hier begon Kasjetsjkin meer op te vallen, zowel in eendaagse wedstrijden als in rittenkoersen. In zijn eerste jaar in Franse won hij de GP Fourmies en de Ronde van Saksen. Een jaar later werd hij negende in de Dauphiné Libéré.
In 2006 werd hij 3e in de Ronde van Spanje waar hij dat jaar als knecht van Aleksandr Vinokoerov reed. Ook nam hij 2 keer deel aan de Ronde van Frankrijk. In 2005 werd hij 19e en ook in 2007 deed Kasjetsjkin mee. In dat jaar reed hij de Tour echter niet uit vanwege de dopingaffaire rond zijn ploeggenoot Aleksandr Vinokoerov.
Op 1 augustus bleek Kasjetsjkin positief te hebben getest tijdens een controle in het Turkse Belek. Later bleek ook dat het B-staal positief was, waarop Astana besloot om hem te ontslaan.
Enkele weken na zijn positieve dopingtest maakte Kasjetsjkin bekend dat hij samen met strafrechter Luc Misson een proces zou aanspannen tegen de UCI. De Kazach wil daarmee aantonen dat de privacy geschonden wordt bij het afnemen van bloed- en urinecontroles.
In augustus 2009 verwachtte hij, net als Vinokourov, zijn comeback te mogen maken in de Astana-ploeg. Maar toenmalig manager Johan Bruyneel had voor hem geen contract klaarliggen. Hij nam dat jaar voor de Kazakse nationale ploeg wel nog deel aan het WK. Maar zijn echte comeback kwam pas in augustus 2010, toen hij een halfjaarscontract kreeg bij Lampre-Farnese Vini.

## Belangrijkste overwinningen
2001
- Triptyque des Monts et Châteaux
- La Côte Picarde

2004
- Eindklassement Ronde van Saksen
- GP Fourmies

2006
- 6e etappe Parijs-Nice
- 18e etappe Ronde van Spanje
- Nationaal kampioenschap Kazachstan op de weg

## Resultaten in voornaamste wedstrijden
| Jaar | Ronde van Italië | Ronde van Frankrijk | Ronde van Spanje |
| ---- | ---------------- | ------------------- | ---------------- |
| 2002 |                  |                     | opgave           |
| 2003 |                  |                     |                  |
| 2004 |                  |                     |                  |
| 2005 |                  | 19e                 |                  |
| 2006 |                  |                     | ↑ (1)            |
| 2007 |                  | opgave              |                  |
| 2010 |                  |                     | 16e              |
| 2011 |                  |                     | 89e              |
| 2012 |                  | 78e                 | 34e              |
| 2013 |                  | opgave              |                  |

| Jaar | Milaan-San Remo | Gent-Wevelgem | Parijs-Roubaix | Amstel Gold Race | Luik-Bast.‑Luik | Ronde van Lombardije | Clásica San Sebastián | Waalse Pijl |  | WK op de weg |  | Wereldranglijsten |
| ---- | --------------- | ------------- | -------------- | ---------------- | --------------- | -------------------- | --------------------- | ----------- |  | ------------ |  | ----------------- |
| 2002 |                 | 39e           |                |                  | 82e             | opgave               | 57e                   | 87e         |  |              |  |                   |
| 2003 |                 | 20e           | 56e            |                  | opgave          |                      |                       |             |  |              |  |                   |
| 2004 |                 |               |                |                  | 56e             |                      |                       | 65e         |  |              |  |                   |
| 2005 | 51e             |               |                | 40e              | 21e             |                      |                       | 34e         |  | 58e          |  | 130e (UPT)        |
| 2006 | 67e             |               |                | 101e             | 11e             |                      | ↑                     | 80e         |  | 25e          |  | 5e (UPT)          |
| 2007 |                 |               |                |                  | 51e             |                      |                       |             |  |              |  |                   |
| 2009 |                 |               |                |                  |                 |                      |                       |             |  | opgave       |  |                   |
| 2010 |                 |               |                |                  |                 | opgave               | 92e                   |             |  |              |  | 189e (UWK)        |
| 2011 |                 |               |                |                  | opgave          | opgave               |                       |             |  |              |  |                   |
| 2012 |                 |               |                |                  |                 |                      |                       |             |  |              |  |                   |
| 2013 |                 |               |                |                  |                 |                      |                       |             |  |              |  |                   |